# Richard Kehoe
Rick Kehoe (né le 15 juillet 1951 à Windsor en Ontario) est un joueur professionnel de hockey sur glace devenu ensuite entraîneur. Il est choisi lors du repêchage amateur de la Ligue nationale de hockey en juin 1971 par les Maple Leafs de Toronto avec qui il passe trois saisons. Il rejoint alors par la suite les Penguins de Pittsburgh et y joue onze saisons. Il prend sa retraite de joueurs en juin 1985 étant alors le meilleur pointeur de l'histoire de l'équipe. Après sa carrière, il reste dans l'organisation des Penguins en tant que recruteur puis entraîneur pendant deux saisons pour l'équipe. Il passe également quelques matchs en tant qu'entraîneur des Penguins de Wilkes-Barre/Scranton dans la Ligue américaine de hockey avant de prendre le poste de recruteur pour les Rangers de New York.

## Biographie

### Ses débuts juniors puis avec Toronto

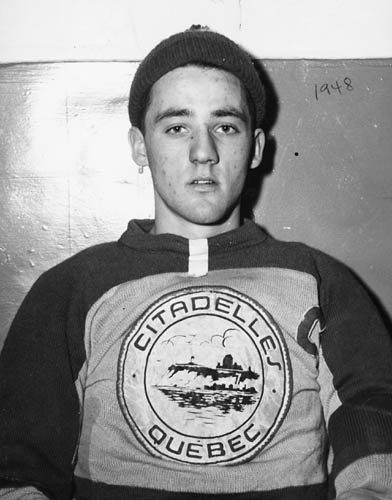
Kehoe joue sa première saison professionnelle en 1971-1972 aux côtés de Jacques Plante (ici en photo en 1948).

Kehoe débute en tant que junior au sein de l'Association de hockey de l'Ontario dans l'équipe des Knights de London en 1969-1970 mais il rejoint les Red Wings de Hamilton avant la fin de la saison au cours d'un échange qui implique sept joueurs : il est échangé avec Jim Schoenfeld et Ken Southwick en retour de Gord Brooks, Gary Geldart, Dave Gilmour et Mike Craig en décembre 1969. Son équipe termine à la huitième place sur dix de la saison régulière. Il joue encore une saison dans l'AHO avec les Red Wings, finit meilleur pointeur de sa formation avec quatre-vingt points avant de participer au repêchage amateur de la Ligue nationale de hockey en juin 1971. Il est choisi en tant que vingt-deuxième joueur par les Maple Leafs de Toronto - bien qu'étant choisi en deuxième ronde, il est le premier joueur que choisissent les Maple Leafs.
Il rejoint lors de la saison 1971-1972, l'organisation des Maple Leafs et partage son temps entre ces derniers et les Oilers de Tulsa, équipe affiliée à Toronto et évoluant dans la Ligue centrale de hockey. L'équipe des Maple Leafs compte dans ses rangs le gardien de but vétéran Jacques Plante qui joue ses dernières saisons. Kehoe inscrit huit buts et réalise huit passes décisives en une quarantaine de matchs avec les Maple Leafs et participe également à deux des cinq rencontres des séries éliminatoires de la Coupe Stanley alors que son équipe perd au premier tour des séries contre les Bruins de Boston. Au cours de la saison suivante, il joue à temps complet dans la LNH et finit deuxième pointeur de l'équipe avec deux points de moins que Darryl Sittler ; avec trente-trois réalisations, Kehoe est le meilleur buteur des siens.

### Avec les Penguins de Pittsburgh
Le 13 septembre 1974, il est échangé aux Penguins de Pittsburgh en retour de Blaine Stoughton et d'un choix de première ronde au repêchage de 1977. Il va y jouer jusqu'à la fin de sa carrière. Kehoe est un joueur autant exemplaire que talentueux devant les buts : en effet, en quatorze saisons il ne récolte que cent-vingt minutes de pénalités et en 1980-1981 il récolte le trophée Lady Byng du joueur le plus fair-play, tout en réalisant sa meilleure performance de buteur (55 buts). Il décroche également le record de buts pour un joueur de Pittsburgh en une saison,. En 1981 et 1983, il est sélectionné pour jouer le Match des étoiles de la LNH.
Le 17 février 1982, il marque deux buts et dépasse la barre des cinq cents points avec Pittsburgh, devenant par la même occasion le deuxième meilleur pointeur de l'histoire de l'équipe derrière Jean Pronovost et devant Syl Apps, Jr.. Avec quatre-vingt-cinq points, il est une nouvelle fois le meilleur pointeur de l'équipe.
En 1983-1984, Eddie Johnston, directeur-général de l'équipe, cherche à tout prix à finir dernier de la saison afin de pouvoir choisir en premier lors du repêchage de 1984 et de sélectionner la jeune vedette de la Ligue de hockey junior majeur du Québec, Mario Lemieux,. Avec trente-huit points, l'équipe qui est entraînée par Lou Angotti termine à la dernière place. Au cours de cette saison, Kehoe ne joue qu'une soixantaine de rencontres manquant une partie de la saison en raison d'un nerf coincé dans le cou. Début novembre, il atteint la barre des trois cent buts en carrière avec l'équipe et plus tard dans la saison, il dépasse la marque des 603 points amassés en carrière par Pronovost avec Pittsburgh
Il met fin à sa carrière de joueur au début de la saison 1984-1985 : après six matchs de joués, il doit arrêter en raison de sa blessure au cou qu'il traîne depuis la saison passée ; il est à l'époque le meilleur pointeur de l'histoire de l'équipe de Pittsburgh avec 636 points.

### Après-carrière
Kehoe devient directeur des recruteurs pour les Penguins en 1986 ainsi qu'assistant entraîneur de l'équipe. Ainsi, il remporte la Coupe Stanley avec l'équipe 1990-1991 en étant un des adjoints de Bob Johnson puis la saison suivante toujours en tant qu'adjoint mais cette fois de Scotty Bowman. Il est admis au temple de la renommée des Penguins de Pittsburgh en 1992 ainsi que dans le temple de la renommée de la Pennsylvanie de l'Ouest en 1995.
Il demeure dans l'organisation des Penguins pendant toutes ces années en étant recruteur puis le 15 octobre 2001, il devient l'entraîneur en chef de l'équipe, succédant à Ivan Hlinka au bout de quatre rencontres. Il ne parvient pas à qualifier les Penguins pour les séries alors qu'ils terminent la saison 2001-2002 à la vingt-sixième place de la LNH sur trente. Il ne parvient non plus à faire que l'équipe se qualifie lors de la saison suivante avec cette fois l'avant-dernière place au classement. Il est finalement renvoyé le 15 avril 2003 mais reste fidèle aux Penguins en redevenant recruteur jusqu'en 2006. En effet, à l'issue de la saison 2005-2006, Ray Shero devient le nouveau directeur-général des Penguins et il décide fin juillet de licencier Kehoe. Le 18 septembre 2006, ce dernier rejoint l'organisation des Rangers de New York pour devenir recruteur pour eux.
En août 2010, à l'occasion de la fin de la construction de la nouvelle patinoire des Penguins, le Consol Energy Center en remplacement du Mellon Arena, l'équipe dévoile une liste des quinze meilleurs joueurs de l'histoire de la franchise, Kehoe en fait partie.

## Statistiques

### Statistiques de joueurs
| Saison     | Équipe                 | Ligue      |     | Saison régulière | Saison régulière | Saison régulière | Saison régulière | Saison régulière |   | Séries éliminatoires | Séries éliminatoires | Séries éliminatoires | Séries éliminatoires | Séries éliminatoires |
| Saison     | Équipe                 | Ligue      | PJ  | B                | A                | Pts              | Pun              | PJ               | B | A                    | Pts                  | Pun                  |                      |                      |
| 1969-1970  | Knights de London      | AHO        | 23  | 3                | 2                | 5                | 6                |                  |   |                      |                      |                      |                      |                      |
| 1969-1970  | Red Wings de Hamilton  | AHO        | 32  | 2                | 4                | 6                | 7                |                  |   |                      |                      |                      |                      |                      |
| 1970-1971  | Red Wings de Hamilton  | AHO        | 58  | 39               | 41               | 80               | 43               | 7                | 4 | 0                    | 4                    | 2                    |                      |                      |
| 1971-1972  | Oilers de Tulsa        | LCH        | 32  | 18               | 21               | 39               | 20               |                  |   |                      |                      |                      |                      |                      |
| 1971-1972  | Maple Leafs de Toronto | LNH        | 38  | 8                | 8                | 16               | 4                | 2                | 0 | 0                    | 0                    | 2                    |                      |                      |
| 1972-1973  | Maple Leafs de Toronto | LNH        | 77  | 33               | 42               | 75               | 20               |                  |   |                      |                      |                      |                      |                      |
| 1973-1974  | Maple Leafs de Toronto | LNH        | 69  | 18               | 22               | 40               | 8                |                  |   |                      |                      |                      |                      |                      |
| 1974-1975  | Penguins de Pittsburgh | LNH        | 76  | 32               | 31               | 63               | 22               | 9                | 0 | 2                    | 2                    | 0                    |                      |                      |
| 1975-1976  | Penguins de Pittsburgh | LNH        | 71  | 29               | 47               | 76               | 6                | 3                | 0 | 0                    | 0                    | 0                    |                      |                      |
| 1976-1977  | Penguins de Pittsburgh | LNH        | 80  | 30               | 27               | 57               | 10               | 3                | 0 | 2                    | 2                    | 0                    |                      |                      |
| 1977-1978  | Penguins de Pittsburgh | LNH        | 70  | 29               | 21               | 50               | 10               |                  |   |                      |                      |                      |                      |                      |
| 1978-1979  | Penguins de Pittsburgh | LNH        | 57  | 27               | 18               | 45               | 2                | 7                | 0 | 2                    | 2                    | 0                    |                      |                      |
| 1979-1980  | Penguins de Pittsburgh | LNH        | 79  | 30               | 30               | 60               | 4                | 5                | 2 | 5                    | 7                    | 0                    |                      |                      |
| 1980-1981  | Penguins de Pittsburgh | LNH        | 80  | 55               | 33               | 88               | 6                | 5                | 0 | 3                    | 3                    | 0                    |                      |                      |
| 1981-1982  | Penguins de Pittsburgh | LNH        | 71  | 33               | 52               | 85               | 8                | 5                | 2 | 3                    | 5                    | 2                    |                      |                      |
| 1982-1983  | Penguins de Pittsburgh | LNH        | 75  | 29               | 36               | 65               | 12               |                  |   |                      |                      |                      |                      |                      |
| 1983-1984  | Penguins de Pittsburgh | LNH        | 57  | 18               | 27               | 45               | 8                |                  |   |                      |                      |                      |                      |                      |
| 1984-1985  | Penguins de Pittsburgh | LNH        | 6   | 0                | 2                | 2                | 0                |                  |   |                      |                      |                      |                      |                      |
| Totaux LNH | Totaux LNH             | Totaux LNH | 906 | 371              | 396              | 767              | 120              | 39               | 4 | 17                   | 21                   | 4                    |                      |                      |

### Statistiques d'entraîneurs
| Saison    | Équipe                 | Ligue |    | PJ | V  | D | N | Pr            |  | Séries éliminatoires |
| 2001-2002 | Penguins de Pittsburgh | LNH   | 78 | 28 | 37 | 8 | 5 | Non qualifiés |  |                      |
| 2002-2003 | Penguins de Pittsburgh | LNH   | 82 | 27 | 44 | 6 | 5 | Non qualifiés |  |                      |
| 2005-2006 | Penguins de WBS        | LAH   | 3  | 2  | 1  | 0 | 0 |               |  |                      |

- 2001-2002 : nommé en cours de saison à la place de Ivan Hlinka ;
- 2005-2006 : nommé en cours de saison à la suite de Michel Therrien et avec Joe Mullen. Joe Mullen finit la saison comme seul entraîneur de l'équipe.

## Trophées et honneurs personnels
- 1979-1980 :
  - meilleur joueur des joueurs, « Player's player Award », des Penguins (trophée interne de l'équipe)[34] ;
  - meilleur buteur, « Pittsburgh Brewing Award », de l'équipe (trophée interne de l'équipe)[35].
- 1980-1981 :
  - meilleur joueur des joueurs des Penguins ;
  - meilleur buteur des Penguins ;
  - trophée Lady Byng de la LNH ;
  - participe au 33e match des Étoiles de la LNH.
- 1981-1982 : meilleur buteur des Penguins.
- 1982-1983 : participe au 35e match des Étoiles de la LNH.
- 1990-1991 : champion de la Coupe Stanley en tant qu'entraîneur adjoint avec les Penguins.
- 1991-1992 : champion de la Coupe Stanley en tant qu'entraîneur adjoint avec les Penguins.
- 23 juin 1992 : admis au temple de la renommée des Penguins.
- 1995 : admis temple de la renommée de la Pennsylvanie de l'Ouest.
- Août 2010 : un des quinze meilleurs joueurs de l'histoire des Penguins selon le vote des fans, des officiels et journalistes – Trib Total Media All-Time Team[14].

## Transactions en carrière
- Décembre 1969 : rejoint avec Jim Schoenfeld et Ken Southwick les Red Wings de Hamilton en retour de Gord Brooks, Gary Geldart, Dave Gilmour et de Mike Craig ;
- 13 septembre 1974 : rejoint les Penguins de Pittsburgh en provenance des Maple Leafs de Toronto en retour de  Blaine Stoughton et d'un choix de première ronde au repêchage de 1977.